# Serafin (Samojłowicz)
Serafin, imię świeckie Siemion Nikołajewicz Samojłowicz (ur. 7 lipca?/19 lipca 1881 w Myrhorodzie, zm. 22 października 1937) – rosyjski biskup i święty prawosławny.

## Życiorys
W 1902 ukończył seminarium duchowne w Połtawie i został zatrudniony jako nauczyciel w szkole przy soborze w Unalasce, w eparchii Aleutów i Alaski. Po trzech latach przeniesiony na analogiczne stanowisko do parafii w Sitce. Tam też złożył wieczyste śluby mnisze przed biskupem Aleutów i Alaski Innocentym, po czym przyjął z jego rąk święcenia kapłańskie. Prowadził działalność misyjną wśród rdzennych mieszkańców Alaski, zaś w latach 1907-1908 był ponadto wykładowcą prawosławnego seminarium duchownego w Sitce.
W 1908 został przeniesiony do pracy misyjnej na Kaukazie. Od 1909 do 1910 był spowiednikiem słuchaczy Aleksandrowskiego misyjnego seminarium duchownego w Ardonie. W 1910 objął na krótko godność przełożonego monasteru Objawienia Pańskiego w Mohylewie, po czym, na prośbę arcybiskupa jarosławskiego i rostowskiego Tichona (znał go on jeszcze z Alaski, gdzie był poprzednio ordynariuszem), został przeniesiony, w analogicznym charakterze, do Monasteru Tołgskiego. W tymże klasztorze hieromnich Serafin założył szkołę prowadzenia pasiek dla chłopców-sierot, po 1914 założył szpital polowy, jak również opracował historię monasteru. W 1915 przeniesiony do monasteru Opieki Matki Bożej w Ugliczu.
W lutym 1920 przyjął chirotonię biskupią z tytułem biskupa uglickiego, wikariusza eparchii jarosławskiej i rostowskiej. Związany ze środowiskiem daniłowców - mnichów i biskupów sprzeciwiających się ugodowej polityce patriarchy Tichona wobec władz radzieckich, opowiadających się za organizacją nielegalnego, „katakumbowego” życia religijnego w kraju.
W czerwcu 1922 biskup uglicki został aresztowany i przez dwa lata przebywał w więzieniu w Jarosławiu. Po zwolnieniu został podniesiony do godności arcybiskupiej, zaś w 1925 został locum tenens eparchii jarosławskiej i rostowskiej.
Po śmierci patriarchy Tichona w 1925 władze radzieckie nie zezwoliły na wybór jego następcy. Zgodnie z wolą zmarłego obowiązki locum tenens objął metropolita kruticki i kołomieński Piotr, zaś po jego uwięzieniu w tym samym roku - wskazany z kolei przez niego metropolita niżnonowogrodzki i arzamaski Sergiusz. Gdy i Sergiusz znalazł się w więzieniu, jego zadania przejął metropolita leningradzki Józef, a z kolei po jego aresztowaniu wskazany przez niego arcybiskup uglicki Serafin. Duchowny tymczasowo zarządzał Rosyjskim Kościołem Prawosławnym od grudnia 1926 do kwietnia 1927, gdy metropolita Sergiusz został zwolniony. W 1927 Serafin (Samojłowicz) został wezwany do siedziby GPU, gdzie przedstawiono mu kompromisową propozycję warunków legalizacji Patriarchatu Moskiewskiego jako instytucji. Hierarcha odmówił jednak powołania w skład ewentualnego przyszłego Synodu wskazanych przez służby bezpieczeństwa duchownych, zażądał także zwolnienia z więzienia metropolity kazańskiego i swijaskiego Cyryla.
W tym samym roku metropolita Sergiusz, zastępca locum tenens Patriarchatu Moskiewskiego, wydał deklarację lojalności Patriarchatu Moskiewskiego wobec władz radzieckich. Arcybiskup uglicki nie zgodził się z jej postanowieniami. Wzywał metropolitę Sergiusza do otwartego przeciwstawienia się władzy, odwołania swojej deklaracji i przekazania tymczasowego zarządu Cerkwi metropolicie jarosławskiemu Agatangelowi, przeciwnikowi polityki Sergiusza. W kwietniu 1928 Sergiusz suspendował Serafina; wkrótce potem został on ponownie aresztowany i zmuszony do wyjazdu do Mohylewa. W styczniu 1929 duchowny skierował do wiernych Rosyjskiego Kościoła Prawosławnego list, w którym oskarżał Sergiusza o schizmę. W kolejnym miesiącu został uwięziony po raz trzeci i skazany na pięć lat łagru. Karę odbywał w obozie urządzonym w danym Monasterze Sołowieckim. Wskutek urazu doznanego w pracy (złamanie żeber) do końca życia pozostał inwalidą. W 1932 został przedterminowo zwolniony i zesłany na północ Rosji, gdzie założył nielegalną organizację cerkiewną, bez zgody metropolity Sergiusza udzielał święceń kapłańskich i przyjmował wieczyste śluby od kandydatów na mnichów. Dwa lata później ogłosił, iż cała działalność metropolity Sergiusza od 1927 była niekanoniczna i w związku z tym został on suspendowany przez „prawdziwą” (tj. katakumbową) Cerkiew. List Serafina został zatwierdzony przez sobór duchowieństwa katakumbowego w Archangielsku. W maju tego samego roku hierarcha został aresztowany po raz kolejny i skazany na pięć lat łagru za tworzenie organizacji kontrrewolucyjnej. W 1937 rozstrzelany w obozie.
W 2000 kanonizowany jako jeden z Soboru Świętych Nowomęczenników i Wyznawców Rosyjskich.